# 朗萊恩 (密蘇里州)
朗萊恩（英語：Long Lane）是位於美國密蘇里州達拉斯縣的非建制地區。

## 歷史
朗萊恩的郵局自1850年營運至今。

## 地理
朗萊恩所處的海拔為高於海平面346米（即1135英呎），而該地所採用的時區為UTC-6，即北美中部時區（CST）。同時該地設有夏令時間，為UTC-6調快一小時，即UTC-5（CDT）。